# Ẩm thực kết hợp

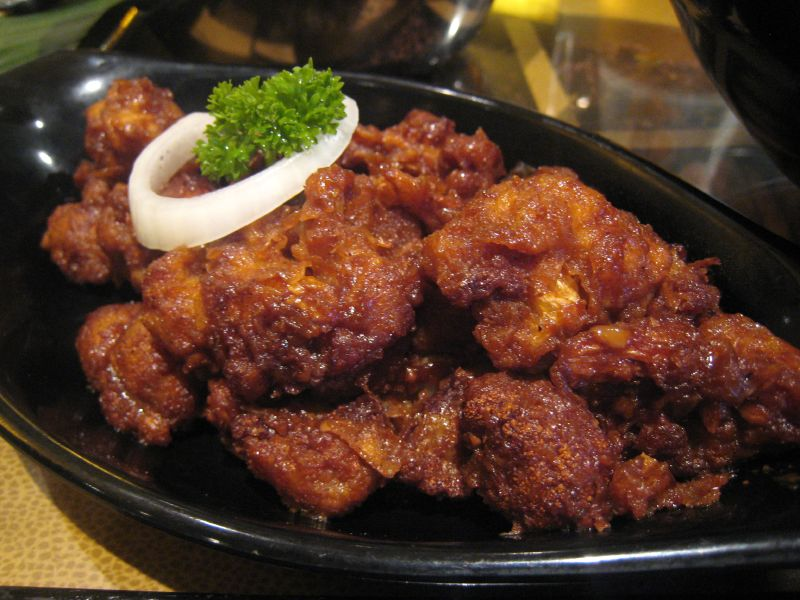
Gobi Manchurian là một món ăn Trung-Ấn gồm bông cải chiên. Món ăn phổ biến khắp Ấn Độ và các nhà hàng Ấn Độ cũng như các nhà hàng Nam Á trên khắp thế giới.

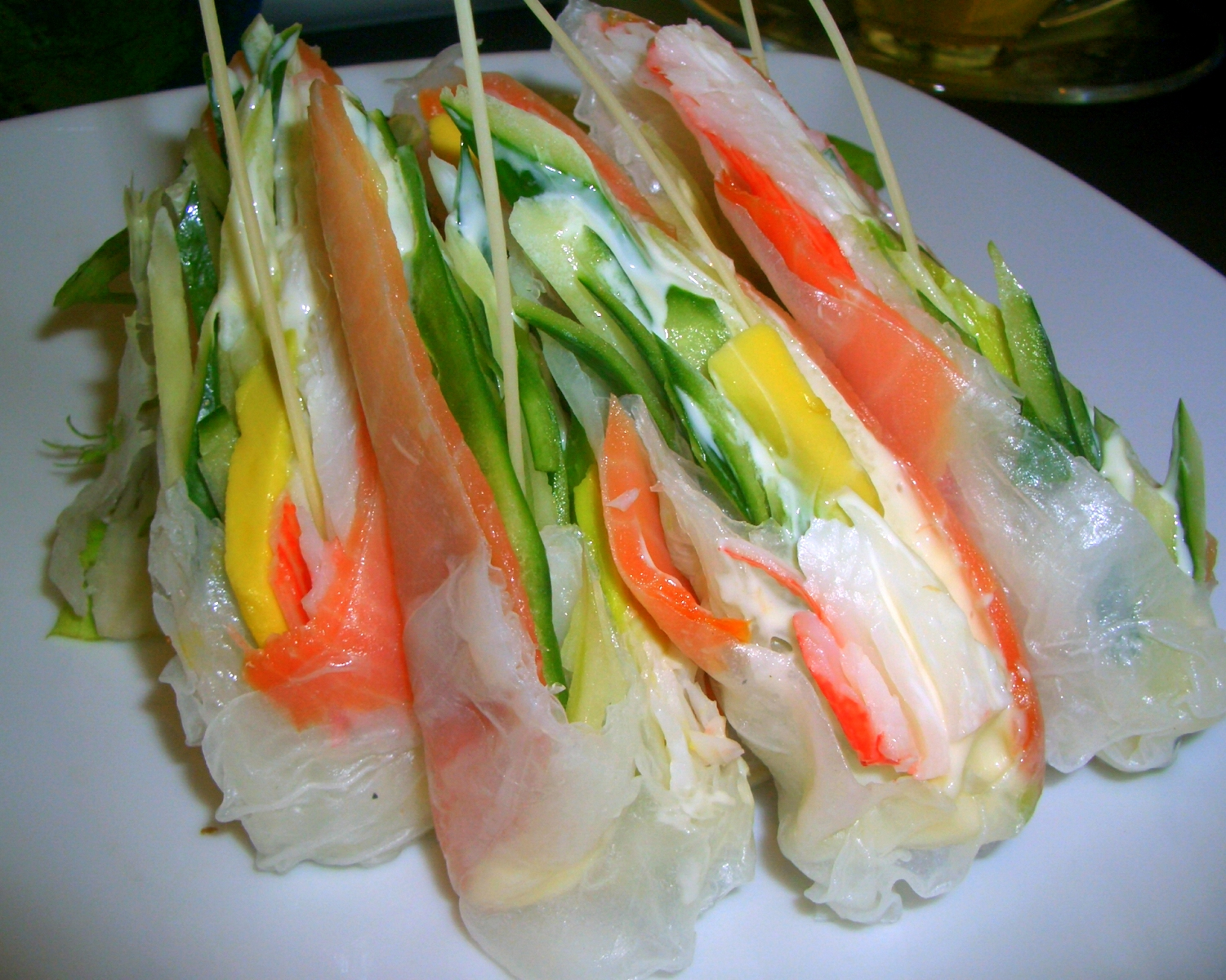
Ví dụ về món ăn kết hợp: sự kết hợp của cá hồi hun khói được bọc trong bánh tráng, với bơ, dưa chuột và thanh cua.

Ẩm thực kết hợp (tiếng Anh: fusion cusine) là ẩm thực kết hợp các yếu tố của các truyền thống ẩm thực khác nhau có nguồn gốc từ các quốc gia, khu vực hoặc nền văn hóa khác nhau. Ẩm thực kiểu này không được phân loại theo bất kỳ một phong cách ẩm thực cụ thể nào và đã góp phần vào sự đổi mới của nhiều món ăn nhà hàng đương đại kể từ những năm 1970.

## Thể loại và chủng loại

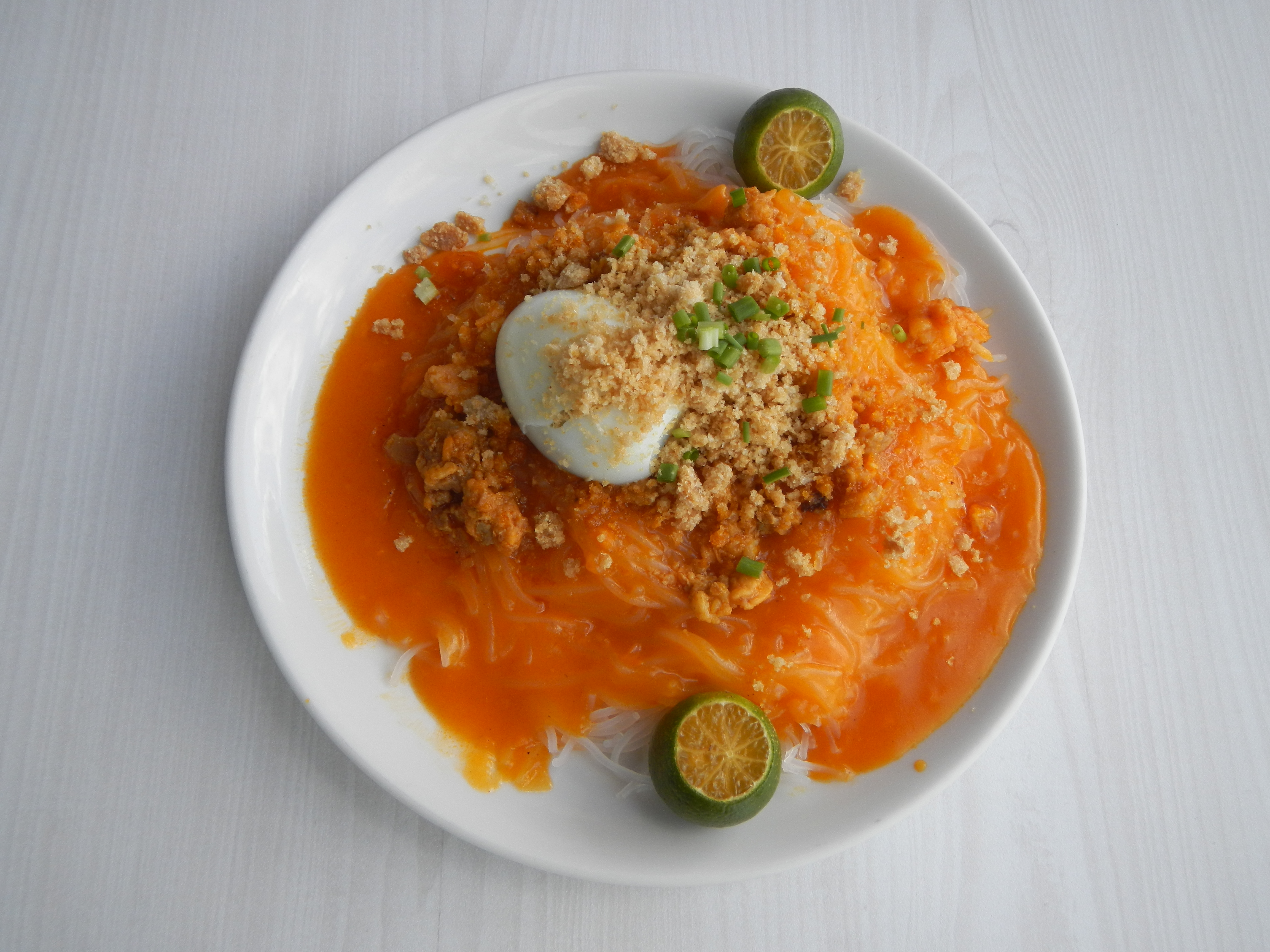
Pancit palabok là món Philippines, kết hợp mì gạo và đậu phụ từ Trung Quốc với vẩy cá hun khói bản địa trong nước sốt tôm nhuộm màu cam sáng với hạt annatto từ Mexico và trang trí với chicharon nghiền từ Tây Ban Nha. Món được dùng kèm với nước sốt quất bản địa.

Ấm thực kết hợp là một thuật ngữ chung để chỉ sự kết hợp của nhiều hình thức nấu ăn khác nhau và có nhiều hình thức. Mặc dù đồ ăn kết hợp thường là phát kiến của các đầu bếp, ẩm thực kết hợp có thể xuất phát một cách tự nhiên trong các món ăn khác nhau của một vùng hoặc tiểu vùng. Loại hình chế biến này có thể bao gồm các khu vực lớn hơn, như ẩm thực Đông Á, ẩm thực châu Âu và ẩm thực Tây Nam Mỹ, cũng như các món ăn dân tộc cụ thể và được ca ngợi hơn như ẩm thực Trung Quốc, ẩm thực Nhật Bản, ẩm thực Hàn Quốc, ẩm thực Pháp, ẩm thực Ý và ẩm thực New Mexico.
Đầu bếp trong các nhà hàng hợp nhất châu Á kết hợp các món ăn khác nhau của các quốc gia châu Á khác nhau, đã trở nên phổ biến ở nhiều vùng của Hoa Kỳ và Vương quốc Anh. Đặc trưng thường là các món ăn Đông Á, Đông Nam Á và Nam Á cùng với nhau và cung cấp các món ăn được lấy cảm hứng từ sự kết hợp của các món ăn như vậy.
Ẩm thực California được coi là văn hóa hợp nhất, lấy cảm hứng đặc biệt từ Ý, Pháp, Mexico, ý tưởng về đặc sản châu Âu và Đông Á, sau đó tạo ra các món ăn truyền thống từ các nền văn hóa này với các thành phần phi truyền thống  như pizza California. Các ví dụ khác về phong cách này bao gồm Tex-Mex, kết hợp ẩm thực Mỹ và ẩm thực Mexico và ẩm thực vành đai Thái Bình Dương, kết hợp các món ăn khác nhau của các quốc đảo khác nhau.

Tại Vương quốc Anh, cá và khoai tây chiên có thể được coi là một món ăn kết hợp sớm do kết hợp các thành phần có nguồn gốc từ các món ăn của người Do Thái, Pháp và Bỉ.
Ẩm thực Philippines đôi khi cũng được đặc trưng là "ẩm thực tổng hợp châu Á", kết hợp truyền thống và nguyên liệu ẩm thực bản địa với các món ăn rất khác nhau của Tây Ban Nha, Mỹ Latinh, Trung Quốc và Hoa Kỳ, trong số những người khác, do bản sắc văn hoáthuộc địa độc đáo.
Ở Úc, do dòng người di cư ngày càng tăng, ẩm thực kết hợp đang được tái phát minh và ngày càng trở thành tiêu chuẩn tại nhiều quán cà phê và nhà hàng, với các nhà hàng hợp nhất châu Á hiện đại của Úc như Tetsuya ở Sydney được xếp hạng cao trong 50 nhà hàng tốt nhất thế giới. Một hóa thân khác của ẩm thực kết hợp thực hiện một cách tiếp cận chiết trung hơn, thường có các món ăn nguyên bản kết hợp nhiều loại nguyên liệu từ các món ăn và khu vực khác nhau. Một nhà hàng như vậy có thể có nhiều món ăn được lấy cảm hứng từ sự kết hợp của nhiều món ăn trong khu vực với những ý tưởng mới.
Đồ ăn tại Malaysia (cũng là Indonesia) là một ví dụ phổ biến khác về ẩm thực kết hợp giữa Malay, Java, Trung Quốc và Ấn Độ và ảnh hưởng ánh sáng từ các món ăn Thái Lan, Bồ Đào Nha, Hà Lan và Anh.
Thực phẩm dựa trên một nền văn hóa, nhưng được chế biến bằng cách sử dụng các thành phần và hương vị vốn có của nền văn hóa khác, cũng được coi là các hình thức của ẩm thực kết hợp. Ví dụ, pizza được làm bằng pho mát Cheddar và tiêu jack, salsa, đậu nghiền hoặc các thành phần taco thông thường khác thường được bán trên thị trường là "Taco Pizza". Món ăn đặc biệt này là sự hợp nhất của các món ăn Ý và Mexico.
Cách tiếp cận tương tự đã được sử dụng cho món sushi kết hợp, chẳng hạn như cơm cuộn makizushi với các loại gạo và nguyên liệu khác nhau như cà ri và gạo basmati, phô mai và salsa với gạo Mexico, hoặc thịt cừu xay nhuyễn và nụ bạch hoa cuộn với cơm và lá nho kiểu Hy Lạp, giống như lộn ngược những cuộn rau nhồi dolma của ẩm thực Thổ Nhĩ Kỳ.
Một số món ăn kết hợp đã trở thành một món ăn quốc gia, như với ẩm thực Nikkei của Peru, kết hợp các loại gia vị và gia vị Nhật Bản và các thành phần của Peru như ají (ớt Peru) với hải sản. Một món ăn Nikkei tinh túy của Peru là "'Maki Acevichado' hoặc Cevichet (món hải sản của Mỹ Latinh) cuộn, gồm cá ướp kiểu Peru cuộn với cơm, bơ hoặc rong biển."

## Bối cảnh

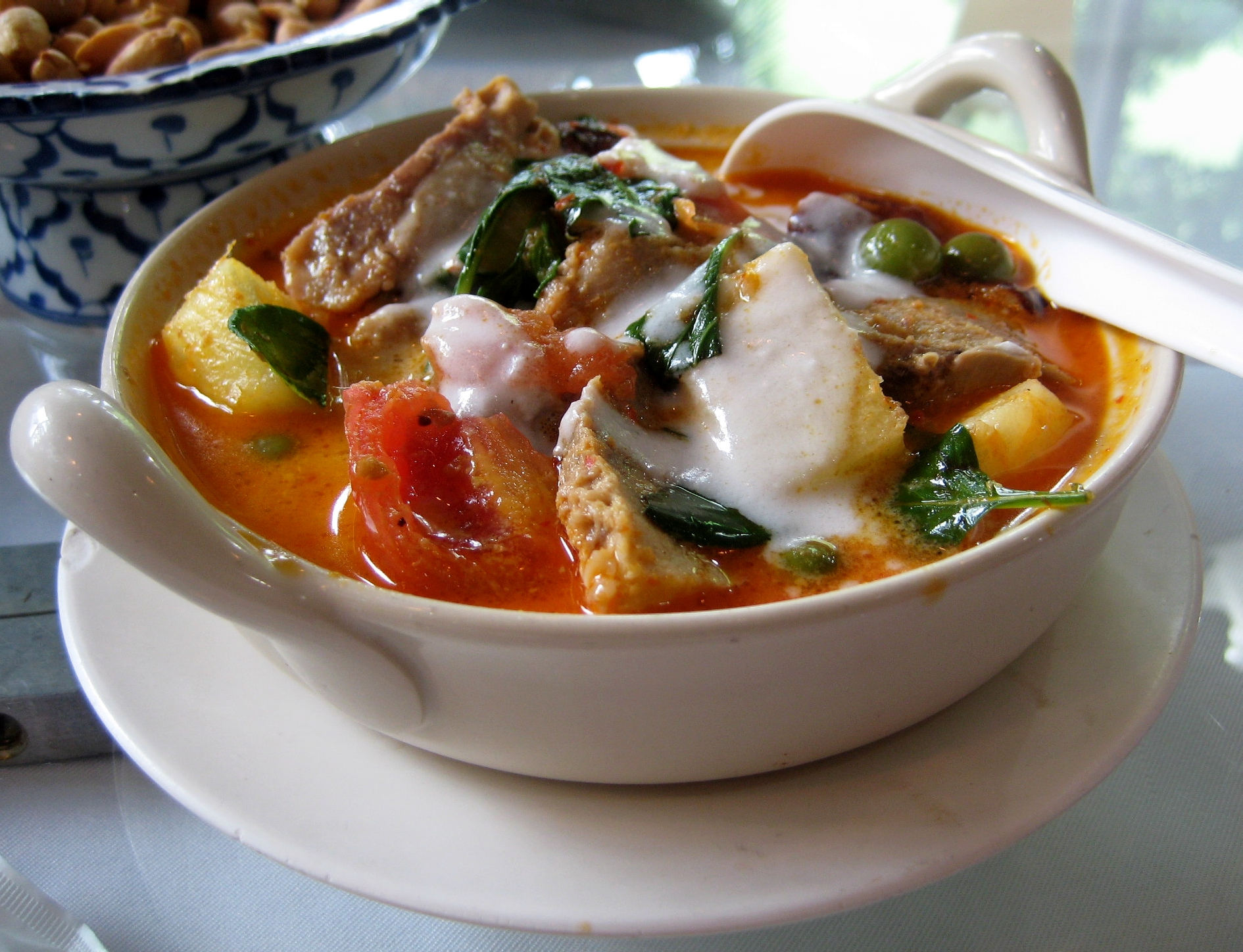
Kaeng phet pet yang (Cà ri vịt nướng kiểu Thái) là một ví dụ về ẩm thực kết hợp đầu tiên của Vương quốc Ayutthaya kết hợp cà ri đỏ của ẩm thực Thái Lan, vịt quay Trung Quốc và nho có nguồn gốc từ Ba Tư.

Kiểu thành công của nhà hàng này phụ thuộc vào một số yếu tố. Trong số này là:
- Sự đa dạng về văn hóa của Clientele (hoặc khách hàng tiềm năng)
- Các mô hình và trải nghiệm du lịch của Clientele.
- Sự tinh tế trong ẩm thực của khách hàng và cởi mở với những trải nghiệm ăn uống mới.

Đầu bếp người Mỹ gốc Áo, Wolfgang Puck được cho là một trong những người tiên phong của ẩm thực kết hợp, với một số ý kiến bàn cãi. Tuy nhiên, nhà hàng Chinois on Main của ông được đặt theo tên được gán cho Richard Wing, người trong thập niên 1960 kết hợp nấu ăn Pháp và Trung Quốc tại nhà hàng Imperial Dynasty trước đây ở Hanford, California.